# Hüpp

Foto aufgenommen vom Kirchturm der Stadtkirche zeigt den Altbau des Gymnasiums und im Hintergrund das Frontal und die Siedlung „In der Hüpp“

Die Hüpp in Wermelskirchen ist ein untergegangener Straßenname im Zentrum von Wermelskirchen. Westlich der Stockhauser Straße, südlich der Kattwinkelstraße und nördlich des Quellenwegs umfasst sie eine ganze Siedlung, in den 1920er Jahren „in der Hüpp“ genannt.
Diese Siedlung steht auf den Ländereien die ehemals zum Gaddemer Gut gehörten, heute Markt 10 Gasthaus „Bergischer Löwe“. In der Erbauseinandersetzung Brass von 1817 werden diese Grundstücke benannt. Diese Siedlung war gedacht für kinderreiche Familien und die Grundstücke waren so groß, dass die Inhaberfamilien Kleinvieh halten und Gärten zur teilweisen Selbstversorgung nutzen konnten.
Der eigenwillige Name ist abgeleitet von „Hüben“, „Hüpfen“, so heißt es in den Katasterkarten von 1830. Der Wermelskirchener Bürgermeister Wiel hat solche alten Katasterbezeichnungen gerne wieder neu belebt bei Namensgebungen. Erst der Unmut der Anwohner über den unverstandenen Namen, hat in den 1960er Jahren eine Umbenennung in Brunnenstraße durchgesetzt.